# Lepus oiostolus
A Lebre-peluda (Lepus oiostolus) é um leporídeo encontrado nos Himalaias, de Ladak, através do Nepal, ao Sikkim, e no platô tibetano, nas províncias do Tibete, Gansu, Qinghai e Sichuan.

## Distribuição
A lebre peluda é nativa da Ásia Central. O seu alcance estende-se desde o norte do Nepal, e Jammu e Caxemira e Sikkim na Índia, até à China ocidental e central, onde está presente nas províncias de Gansu, Qinghai, Sichuan, Tibete, Xinjiang e Yunnan. O habitat desta lebre é principalmente campos de altitude de vários tipos; Prados alpinos, prados arbustivos e desertos frios das terras altas, mas também ocorre em bosques de coníferas ou montanhosos. Sua faixa altitudinal é de 3.000 a 5.300 m (9.800 a 17.400 pés) acima do nível do mar.